# TSG Herdecke
Die TSG Handball Herdecke war ein Handballverein aus Herdecke/Westfalen, welcher bis zur Saison 2000/2001 in der 2. Handball-Bundesliga spielte.
Nach etlichen Jahren in der Handball-Regionalliga West gelang 1993/94 in den Aufstiegsspielen gegen die Spvg Versmold der Aufstieg in die 2. Bundesliga unter dem damaligen Trainer Heiner Möller. Die Mannschaft wurde in die Nordstaffel eingruppiert. Auch in die erste Zweitligasaison ging man unter Trainer Heiner Möller, verstärkte sich aber mit dem ehemaligen russischen Internationalen Alexander „Sascha“ Maistrenko, welcher über die gesamte Zeit in der 2. Bundesliga der Hauptakteur der Herdecker blieb. In der ersten Saison sicherte man sich knapp den Klassenerhalt. Zur Saison 1995/96 verließ Erfolgstrainer Möller die Herdecker und Michael Lohrmann übernahm. Unter ihm schafften die Herdecker auch in den zwei Folgespielzeiten den Klassenerhalt. Zur Saison 1997/98 kam Trainer Jens Pfänder vom Verbandsligisten DJK Oespel-Kley als neuer Coach zur TSG. Unter ihm begannen die erfolgreichsten Jahre der TSG. Spieler wie Mark Schmetz, Torsten Friedrich, Anders Altberg oder Ex-Nationalspieler Tobias Schröder schlossen sich der TSG an. So belegte die TSG schon im ersten Jahr unter Jens Pfänder Platz 5 in der Nordstaffel.
Zur Saison 1999/2000 wurde die TSG Herdecke von der Nordstaffel in die Südstaffel eingruppiert, welches zu erhöhten Reisekosten während der Spielzeit führte. Aufgrund der Entfernungen nahm auch die Anzahl der mitreisenden Fans dramatisch ab, so dass auch in diesem Bereich Einnahmen fehlten. Zur Saison 2000/2001 war schon klar, das eine dauerhafte Finanzierung des Spielbetriebes unter den gegebenen Umständen nicht mehr möglich sein wird. Als Plan A wurde eine Verlegung des Spielbetriebes nach Dortmund in Erwägung gezogen, um in einer größeren Halle vor mehr Zuschauern spielen zu können. So wurde der Vereinsname schon um den Zusatz TSG Handball Herdecke-Dortmund erweitert. Der Plan stieß jedoch bei vielen Anhängern der TSG auf Ablehnung, da sie ein Verlassen der Spielstätte am Bleichstein ablehnten.
Während die Saison 2000/01 sportlich extrem erfolgreich verlief und die TSG zwischenzeitlich sogar um den Aufstieg in die 1. Bundesliga mitspielte und dabei den großen Favoriten Frisch Auf Göppingen in deren Halle besiegte, waren die wirtschaftlichen Perspektiven weiter ungewiss. Nachdem relativ klar war, das der Plan A nicht zu realisieren ist, wurde als letzte Option eine Spielgemeinschaft mit dem Regionalligisten und Lokalrivalen VfL Eintracht Hagen in Betracht gezogen. Aufgrund der jahrelangen Rivalität beider Vereine und dem Streitpunkt über die Spielstätte (Ischeland- oder Bleichsteinhalle) wurde aber auch aus diesem Plan nie Realität. Nachdem sich zudem mit Günter Ocker einer der zwei Hauptsponsoren zurückgezogen hatte, blieb nach der Saison nichts anderes übrig als der freiwillige Rückzug in die Oberliga Westfalen. Zwar blieben dem Verein dort wichtige Säulen der Zweitligamannschaft wie Alexander Maistrenko und Heiko Kresse treu, jedoch war der finanzielle Niedergang auch aufgrund rückläufiger Zuschauerzahlen nicht mehr aufzuhalten. Nach der Saison 2004/05 und dem sportlichen Abstieg in die Verbandsliga, war der Verein nicht mehr in der Lage die benötigten Gelder für die Verbandsliga aufzubringen, da teilweise nur noch 100 Zuschauer zu den Spielen kamen. Zu den Zweitligaspielen waren es meist noch um die 600–800 Zuschauer gewesen. So zog man sich in die Kreisliga zurück.
Danach ging der Verein zum 1. Juni 2006 in einer Spielgemeinschaft mit dem TUS Ende auf und firmiert seit dem unter dem Namen HSG Herdecke/Ende.
Spielstätte der TSG Handball Herdecke war die 1.200 Zuschauer fassende Bleichsteinhalle.